# Peter Lê Tấn Lợi
Peter Lê Tấn Lợi (ur. 19 czerwca 1970 w Cần Thơ) – wietnamski duchowny katolicki, w latach 2023–2025 biskup koadiutor Cần Thơ, od 2025 biskup diecezjalny Cần Thơ.

## Życiorys

### Prezbiterat
Święcenia kapłańskie przyjął 22 czerwca 2000 i został inkardynowany do diecezji Cần Thơ. Po święceniach pracował jako wikariusz w Phụng Hiệp. W latach 2004–2011 studiował w Rzymie, a po powrocie do kraju objął stanowisko wykładowcy w diecezjalnym seminarium.

### Episkopat
25 marca 2023 papież Franciszek mianował go biskupem koadiutorem diecezji Cần Thơ. 
Sakry udzielił mu 18 maja 2023 ordynariusz Cần Thơ – biskup Stephanus Tri Bửu Thiên. Rządy w diecezji objął po rezygnacji poprzednika 1 stycznia 2025.